# Georges Montagnier
Georges Philippe Montagnier est un poète, romancier et dramaturge lyonnais né à Aubenas le 23 septembre 1892 et décédé à Villeurbanne le 29 janvier 1967. Il repose au cimetière de Loyasse.

## Biographie
Issu d'une lignée de notaires de Pélissanne anoblie en 1702, il est le fils unique de Claude Antoine Montagnier et de Marguerite Victorine Darlix qui tiennent un commerce de soldes à Lyon, commerce qu'il reprend à la mort de ces derniers.
Georges Montagnier épouse en janvier 1924 Jeanne Marie Madeleine Renaud (1894-1985), native de Saint-Maurice-Crillat, dont il a un fils, Jacques.
Georges Montagnier fréquente les milieux littéraires lyonnais, dont le Salon des Poètes de Lyon et du Sud-Est, fondé par Jean Bach-Sisley, et la Société des Lamartiniens de Lyon, fondée par Germain Trézel (Joseph Giuliani). Il fréquente aussi le jeune Frédéric Dard, Marcel-E Grancher, Joseph Jolinon, Henri Béraud et Louis Jouret (dit "Le Caporal Pinard").
Il publie dix œuvres en vers et en prose entre 1933 et 1943, qui ont été réunies et publiées par son petit-fils Jean-Paul Montagnier en 2011 sous le titre Œuvres complètes.
Georges Montagnier concourt, aux côtés d'une vingtaine de candidats, au Grand Prix littéraire de Lyon d'avril 1936 avec son roman Noune de Lyon publié l'année précédente. Si la palme revint à Marcel-E Grancher, Jean Vermorel écrit cependant au sujet de Noune de Lyon: « Déjà dans la Vie comique, l'auteur de Noune de Lyon nous avait amusés beaucoup. Il continue à nous divertir dans son petit roman, où les types lyonnais, bien croqués, des expressions que [Claude] Le Marguet chérissait, de la verve largement déployée, donnent à Noune de Lyon une place dans notre littérature locale » (Lyon républicain du 15 mai 1935). Ce même Jean Vermorel voyait en Ma Vie comique et Sébasto « deux ouvrages très amusants et très mélancoliques ... On sent que M. Montagnier s'efforce de peindre la vie vraie » (Lyon républicain du 22 août 1934).
Frédéric Dard écrit au sujet de Georges Montagnier : « J'aime de cet écrivain la langueur des rimes, l'éternelle jeunesse de ses sujets, la haute psychologie de ses personnages », jugeant La Chienne et Fée de nuit comme des « petites merveilles qui m'ont charmé » (in L'An 40, no 11, novembre 1940).
Quant au critique littéraire du Passe-Partout (31 mai 1936), il qualifie Le Cocu bohème de "coup de maître".

## Ouvrages

### Œuvres en prose
- Ma Vie comique (1933).
- Sébasto (1933), ouvrage dédié à Monsieur Jacques Montagnier, fils de l'auteur.
- Contes à la Lune (1934), ouvrage dédié à Madame et Monsieur Georges Bressolle.
- Noune de Lyon (1935), ouvrage dédié à Monsieur Claude Le Marguet.

### Théâtre
- Le Cocu bohème (1935), comédie en cinq actes et en vers, dédiée à Monsieur Charles Moncharmont.
- Fée de nuit (1939), drame féerique en un acte et en vers, dédié à Mademoiselle Paulette Ravet.
- La Chienne (ca. 1939-1940), drame en un acte et en vers, dédié à Monsieur et Madame Pierre Burgeot.

### Poésie
- Chantelune. Souvenir d'un poète (1940), ouvrage dédié à Monsieur et Madame Camille-Germain de Montauzan.
- La Mare aux filles (1941), ouvrage dédié à Madame et Monsieur Edmond Locard.
- Au bois joli (perdu), poème lu lors de la séance du 16 novembre 1941 du Salon des Poètes de Lyon.
- La Croix des neiges (1943), ouvrage dédié à Madame Jean Bach-Sisley.

## Sources
- Georges Montagnier, Œuvres complètes. Réunies et présentées par Jean-Paul C. Montagnier, Nancy, Langres, Jean-Paul et Philippe Montagnier, éditions Dominique Guéniot, 2011  (ISBN 978-2-87825-494-5).
- Georges Montagnier (1892-1967). Un écrivain lyonnais de l'entre-deux-guerres. Sous la direction de Jean-Paul C. Montagnier, Nancy, Jean-Paul et Philippe Montagnier, 2013  (ISBN 978-2-9545458-0-6).
- Bernard Poche, Dictionnaire bio-bibliographique des écrivains lyonnais (1880-1940), Lyon, éditions BGA Permezel, 2007.
- Bernard Poche, La Littérature à Lyon dans l'entre-deux-guerres. L'érosion d'une culture, Paris, L'Harmattan, 2017.